# Lukachukai
Lukachukai (Navajo: Lókʼaaʼchʼégai) ist ein Census-designated place im Apache County im US-Bundesstaat Arizona. Das U.S. Census Bureau hat bei der Volkszählung 2020 eine Einwohnerzahl von 1.424 ermittelt.
Lukachukai hat eine Fläche von 57 km². Die Bevölkerungsdichte liegt bei 25 Einwohnern je km².